# Список астероїдів (17301—17400)
| Назва                                      | Тимчасове позначення | Дата відкриття   | Місце відкриття                      | Відкривач                                              |
| ------------------------------------------ | -------------------- | ---------------- | ------------------------------------ | ------------------------------------------------------ |
| (17301) 4609 P-L                           | 4609 P-L             | 24 вересня 1960  | Паломарська обсерваторія             | К. Й. ван Гаутен, І. ван Гаутен-Ґроневельд, Т. Герельс |
| (17302) 4610 P-L                           | 4610 P-L             | 24 вересня 1960  | Паломарська обсерваторія             | К. Й. ван Гаутен, І. ван Гаутен-Ґроневельд, Т. Герельс |
| (17303) 4629 P-L                           | 4629 P-L             | 24 вересня 1960  | Паломарська обсерваторія             | К. Й. ван Гаутен, І. ван Гаутен-Ґроневельд, Т. Герельс |
| (17304) 4637 P-L                           | 4637 P-L             | 24 вересня 1960  | Паломарська обсерваторія             | К. Й. ван Гаутен, І. ван Гаутен-Ґроневельд, Т. Герельс |
| 17305 Каніфф (Caniff)                      | 4652 P-L             | 24 вересня 1960  | Паломарська обсерваторія             | К. Й. ван Гаутен, І. ван Гаутен-Ґроневельд, Т. Герельс |
| (17306) 4865 P-L                           | 4865 P-L             | 24 вересня 1960  | Паломарська обсерваторія             | К. Й. ван Гаутен, І. ван Гаутен-Ґроневельд, Т. Герельс |
| (17307) 4895 P-L                           | 4895 P-L             | 24 вересня 1960  | Паломарська обсерваторія             | К. Й. ван Гаутен, І. ван Гаутен-Ґроневельд, Т. Герельс |
| (17308) 6079 P-L                           | 6079 P-L             | 24 вересня 1960  | Паломарська обсерваторія             | К. Й. ван Гаутен, І. ван Гаутен-Ґроневельд, Т. Герельс |
| (17309) 6528 P-L                           | 6528 P-L             | 24 вересня 1960  | Паломарська обсерваторія             | К. Й. ван Гаутен, І. ван Гаутен-Ґроневельд, Т. Герельс |
| (17310) 6574 P-L                           | 6574 P-L             | 24 вересня 1960  | Паломарська обсерваторія             | К. Й. ван Гаутен, І. ван Гаутен-Ґроневельд, Т. Герельс |
| (17311) 6584 P-L                           | 6584 P-L             | 24 вересня 1960  | Паломарська обсерваторія             | К. Й. ван Гаутен, І. ван Гаутен-Ґроневельд, Т. Герельс |
| (17312) 7622 P-L                           | 7622 P-L             | 22 жовтня 1960   | Паломарська обсерваторія             | К. Й. ван Гаутен, І. ван Гаутен-Ґроневельд, Т. Герельс |
| (17313) 9542 P-L                           | 9542 P-L             | 17 жовтня 1960   | Паломарська обсерваторія             | К. Й. ван Гаутен, І. ван Гаутен-Ґроневельд, Т. Герельс |
| 17314 Aisakos                              | 1024 T-1             | 25 березня 1971  | Паломарська обсерваторія             | К. Й. ван Гаутен, І. ван Гаутен-Ґроневельд, Т. Герельс |
| (17315) 1089 T-1                           | 1089 T-1             | 25 березня 1971  | Паломарська обсерваторія             | К. Й. ван Гаутен, І. ван Гаутен-Ґроневельд, Т. Герельс |
| (17316) 1198 T-1                           | 1198 T-1             | 25 березня 1971  | Паломарська обсерваторія             | К. Й. ван Гаутен, І. ван Гаутен-Ґроневельд, Т. Герельс |
| (17317) 1208 T-1                           | 1208 T-1             | 25 березня 1971  | Паломарська обсерваторія             | К. Й. ван Гаутен, І. ван Гаутен-Ґроневельд, Т. Герельс |
| (17318) 2091 T-1                           | 2091 T-1             | 25 березня 1971  | Паломарська обсерваторія             | К. Й. ван Гаутен, І. ван Гаутен-Ґроневельд, Т. Герельс |
| (17319) 3078 T-1                           | 3078 T-1             | 26 березня 1971  | Паломарська обсерваторія             | К. Й. ван Гаутен, І. ван Гаутен-Ґроневельд, Т. Герельс |
| (17320) 3182 T-1                           | 3182 T-1             | 26 березня 1971  | Паломарська обсерваторія             | К. Й. ван Гаутен, І. ван Гаутен-Ґроневельд, Т. Герельс |
| (17321) 3188 T-1                           | 3188 T-1             | 26 березня 1971  | Паломарська обсерваторія             | К. Й. ван Гаутен, І. ван Гаутен-Ґроневельд, Т. Герельс |
| (17322) 3274 T-1                           | 3274 T-1             | 26 березня 1971  | Паломарська обсерваторія             | К. Й. ван Гаутен, І. ван Гаутен-Ґроневельд, Т. Герельс |
| (17323) 3284 T-1                           | 3284 T-1             | 26 березня 1971  | Паломарська обсерваторія             | К. Й. ван Гаутен, І. ван Гаутен-Ґроневельд, Т. Герельс |
| (17324) 3292 T-1                           | 3292 T-1             | 26 березня 1971  | Паломарська обсерваторія             | К. Й. ван Гаутен, І. ван Гаутен-Ґроневельд, Т. Герельс |
| (17325) 3300 T-1                           | 3300 T-1             | 26 березня 1971  | Паломарська обсерваторія             | К. Й. ван Гаутен, І. ван Гаутен-Ґроневельд, Т. Герельс |
| (17326) 4023 T-1                           | 4023 T-1             | 26 березня 1971  | Паломарська обсерваторія             | К. Й. ван Гаутен, І. ван Гаутен-Ґроневельд, Т. Герельс |
| (17327) 4155 T-1                           | 4155 T-1             | 26 березня 1971  | Паломарська обсерваторія             | К. Й. ван Гаутен, І. ван Гаутен-Ґроневельд, Т. Герельс |
| (17328) 1176 T-2                           | 1176 T-2             | 29 вересня 1973  | Паломарська обсерваторія             | К. Й. ван Гаутен, І. ван Гаутен-Ґроневельд, Т. Герельс |
| (17329) 1277 T-2                           | 1277 T-2             | 29 вересня 1973  | Паломарська обсерваторія             | К. Й. ван Гаутен, І. ван Гаутен-Ґроневельд, Т. Герельс |
| (17330) 1358 T-2                           | 1358 T-2             | 29 вересня 1973  | Паломарська обсерваторія             | К. Й. ван Гаутен, І. ван Гаутен-Ґроневельд, Т. Герельс |
| (17331) 2056 T-2                           | 2056 T-2             | 29 вересня 1973  | Паломарська обсерваторія             | К. Й. ван Гаутен, І. ван Гаутен-Ґроневельд, Т. Герельс |
| (17332) 2120 T-2                           | 2120 T-2             | 29 вересня 1973  | Паломарська обсерваторія             | К. Й. ван Гаутен, І. ван Гаутен-Ґроневельд, Т. Герельс |
| (17333) 2174 T-2                           | 2174 T-2             | 29 вересня 1973  | Паломарська обсерваторія             | К. Й. ван Гаутен, І. ван Гаутен-Ґроневельд, Т. Герельс |
| (17334) 2275 T-2                           | 2275 T-2             | 29 вересня 1973  | Паломарська обсерваторія             | К. Й. ван Гаутен, І. ван Гаутен-Ґроневельд, Т. Герельс |
| (17335) 2281 T-2                           | 2281 T-2             | 29 вересня 1973  | Паломарська обсерваторія             | К. Й. ван Гаутен, І. ван Гаутен-Ґроневельд, Т. Герельс |
| (17336) 3193 T-2                           | 3193 T-2             | 30 вересня 1973  | Паломарська обсерваторія             | К. Й. ван Гаутен, І. ван Гаутен-Ґроневельд, Т. Герельс |
| (17337) 3198 T-2                           | 3198 T-2             | 30 вересня 1973  | Паломарська обсерваторія             | К. Й. ван Гаутен, І. ван Гаутен-Ґроневельд, Т. Герельс |
| (17338) 3212 T-2                           | 3212 T-2             | 30 вересня 1973  | Паломарська обсерваторія             | К. Й. ван Гаутен, І. ван Гаутен-Ґроневельд, Т. Герельс |
| (17339) 4060 T-2                           | 4060 T-2             | 29 вересня 1973  | Паломарська обсерваторія             | К. Й. ван Гаутен, І. ван Гаутен-Ґроневельд, Т. Герельс |
| (17340) 4096 T-2                           | 4096 T-2             | 29 вересня 1973  | Паломарська обсерваторія             | К. Й. ван Гаутен, І. ван Гаутен-Ґроневельд, Т. Герельс |
| (17341) 4120 T-2                           | 4120 T-2             | 29 вересня 1973  | Паломарська обсерваторія             | К. Й. ван Гаутен, І. ван Гаутен-Ґроневельд, Т. Герельс |
| (17342) 5185 T-2                           | 5185 T-2             | 25 вересня 1973  | Паломарська обсерваторія             | К. Й. ван Гаутен, І. ван Гаутен-Ґроневельд, Т. Герельс |
| (17343) 1111 T-3                           | 1111 T-3             | 17 жовтня 1977   | Паломарська обсерваторія             | К. Й. ван Гаутен, І. ван Гаутен-Ґроневельд, Т. Герельс |
| (17344) 1120 T-3                           | 1120 T-3             | 17 жовтня 1977   | Паломарська обсерваторія             | К. Й. ван Гаутен, І. ван Гаутен-Ґроневельд, Т. Герельс |
| (17345) 2216 T-3                           | 2216 T-3             | 16 жовтня 1977   | Паломарська обсерваторія             | К. Й. ван Гаутен, І. ван Гаутен-Ґроневельд, Т. Герельс |
| (17346) 2395 T-3                           | 2395 T-3             | 16 жовтня 1977   | Паломарська обсерваторія             | К. Й. ван Гаутен, І. ван Гаутен-Ґроневельд, Т. Герельс |
| (17347) 3449 T-3                           | 3449 T-3             | 16 жовтня 1977   | Паломарська обсерваторія             | К. Й. ван Гаутен, І. ван Гаутен-Ґроневельд, Т. Герельс |
| (17348) 4166 T-3                           | 4166 T-3             | 16 жовтня 1977   | Паломарська обсерваторія             | К. Й. ван Гаутен, І. ван Гаутен-Ґроневельд, Т. Герельс |
| (17349) 4353 T-3                           | 4353 T-3             | 16 жовтня 1977   | Паломарська обсерваторія             | К. Й. ван Гаутен, І. ван Гаутен-Ґроневельд, Т. Герельс |
| (17350) 1968 OJ                            | 1968 OJ              | 18 липня 1968    | Астрономічна станція Серро Ель Робле | Карлос Торрес, С. Кофре                                |
| 17351 Pheidippos                           | 1973 SV              | 19 вересня 1973  | Паломарська обсерваторія             | К. Й. ван Гаутен, І. ван Гаутен-Ґроневельд, Т. Герельс |
| (17352) 1975 SG1                           | 1975 SG1             | 30 вересня 1975  | Паломарська обсерваторія             | Ш. Дж. Бас                                             |
| (17353) 1975 TE                            | 1975 TE              | 10 жовтня 1975   | Станція Андерсон-Меса                | Г. Л. Джіклас                                          |
| 17354 Матросов (Matrosov)                  | 1977 EU1             | 13 березня 1977  | КрАО                                 | Черних Микола Степанович                               |
| (17355) 1978 NK                            | 1978 NK              | 10 липня 1978    | Паломарська обсерваторія             | Е. Гелін, Юджин Шумейкер                               |
| 17356 Витязєв (Vityazev)                   | 1978 PG4             | 9 серпня 1978    | КрАО                                 | Черних Микола Степанович                               |
| 17357 Lucataliano                          | 1978 QH3             | 23 серпня 1978   | Обсерваторія Маунт-Стромло           | Джованні де Санктіс, Вінченцо Дзаппала                 |
| 17358 Лозино-Лозинський (Lozino-Lozinskij) | 1978 SU4             | 27 вересня 1978  | КрАО                                 | Черних Людмила Іванівна                                |
| (17359) 1978 UP4                           | 1978 UP4             | 27 жовтня 1978   | Паломарська обсерваторія             | Мішель Олмстід                                         |
| (17360) 1978 UX5                           | 1978 UX5             | 27 жовтня 1978   | Паломарська обсерваторія             | Мішель Олмстід                                         |
| (17361) 1978 UF7                           | 1978 UF7             | 27 жовтня 1978   | Паломарська обсерваторія             | Мішель Олмстід                                         |
| (17362) 1978 UT7                           | 1978 UT7             | 27 жовтня 1978   | Паломарська обсерваторія             | Мішель Олмстід                                         |
| (17363) 1978 VF3                           | 1978 VF3             | 7 листопада 1978 | Паломарська обсерваторія             | Е. Гелін, Ш. Дж. Бас                                   |
| (17364) 1978 VR10                          | 1978 VR10            | 7 листопада 1978 | Паломарська обсерваторія             | Е. Гелін, Ш. Дж. Бас                                   |
| (17365) 1978 VF11                          | 1978 VF11            | 7 листопада 1978 | Паломарська обсерваторія             | Е. Гелін, Ш. Дж. Бас                                   |
| (17366) 1979 OV4                           | 1979 OV4             | 24 липня 1979    | Паломарська обсерваторія             | Ш. Дж. Бас                                             |
| (17367) 1979 OU11                          | 1979 OU11            | 26 липня 1979    | Паломарська обсерваторія             | Ш. Дж. Бас                                             |
| (17368) 1979 QV1                           | 1979 QV1             | 22 серпня 1979   | Обсерваторія Ла-Сілья                | Клаес-Інґвар Лаґерквіст                                |
| (17369) 1979 QR2                           | 1979 QR2             | 22 серпня 1979   | Обсерваторія Ла-Сілья                | Клаес-Інґвар Лаґерквіст                                |
| (17370) 1980 CJ                            | 1980 CJ              | 13 лютого 1980   | Гарвардська обсерваторія             | Гарвардська обсерваторія                               |
| (17371) 1981 DT                            | 1981 DT              | 28 лютого 1981   | Обсерваторія Сайдинг-Спрінг          | Ш. Дж. Бас                                             |
| (17372) 1981 DV                            | 1981 DV              | 28 лютого 1981   | Обсерваторія Сайдинг-Спрінг          | Ш. Дж. Бас                                             |
| (17373) 1981 EQ3                           | 1981 EQ3             | 2 березня 1981   | Обсерваторія Сайдинг-Спрінг          | Ш. Дж. Бас                                             |
| (17374) 1981 EF4                           | 1981 EF4             | 2 березня 1981   | Обсерваторія Сайдинг-Спрінг          | Ш. Дж. Бас                                             |
| (17375) 1981 EJ4                           | 1981 EJ4             | 2 березня 1981   | Обсерваторія Сайдинг-Спрінг          | Ш. Дж. Бас                                             |
| (17376) 1981 EQ4                           | 1981 EQ4             | 2 березня 1981   | Обсерваторія Сайдинг-Спрінг          | Ш. Дж. Бас                                             |
| (17377) 1981 EF5                           | 1981 EF5             | 2 березня 1981   | Обсерваторія Сайдинг-Спрінг          | Ш. Дж. Бас                                             |
| (17378) 1981 EM5                           | 1981 EM5             | 2 березня 1981   | Обсерваторія Сайдинг-Спрінг          | Ш. Дж. Бас                                             |
| (17379) 1981 ED8                           | 1981 ED8             | 1 березня 1981   | Обсерваторія Сайдинг-Спрінг          | Ш. Дж. Бас                                             |
| (17380) 1981 EB10                          | 1981 EB10            | 1 березня 1981   | Обсерваторія Сайдинг-Спрінг          | Ш. Дж. Бас                                             |
| (17381) 1981 EC11                          | 1981 EC11            | 1 березня 1981   | Обсерваторія Сайдинг-Спрінг          | Ш. Дж. Бас                                             |
| (17382) 1981 EH11                          | 1981 EH11            | 1 березня 1981   | Обсерваторія Сайдинг-Спрінг          | Ш. Дж. Бас                                             |
| (17383) 1981 EE12                          | 1981 EE12            | 1 березня 1981   | Обсерваторія Сайдинг-Спрінг          | Ш. Дж. Бас                                             |
| (17384) 1981 EM12                          | 1981 EM12            | 1 березня 1981   | Обсерваторія Сайдинг-Спрінг          | Ш. Дж. Бас                                             |
| (17385) 1981 EU13                          | 1981 EU13            | 1 березня 1981   | Обсерваторія Сайдинг-Спрінг          | Ш. Дж. Бас                                             |
| (17386) 1981 EA23                          | 1981 EA23            | 2 березня 1981   | Обсерваторія Сайдинг-Спрінг          | Ш. Дж. Бас                                             |
| (17387) 1981 EV23                          | 1981 EV23            | 3 березня 1981   | Обсерваторія Сайдинг-Спрінг          | Ш. Дж. Бас                                             |
| (17388) 1981 EZ24                          | 1981 EZ24            | 2 березня 1981   | Обсерваторія Сайдинг-Спрінг          | Ш. Дж. Бас                                             |
| (17389) 1981 EN30                          | 1981 EN30            | 2 березня 1981   | Обсерваторія Сайдинг-Спрінг          | Ш. Дж. Бас                                             |
| (17390) 1981 EZ37                          | 1981 EZ37            | 1 березня 1981   | Обсерваторія Сайдинг-Спрінг          | Ш. Дж. Бас                                             |
| (17391) 1981 EK39                          | 1981 EK39            | 2 березня 1981   | Обсерваторія Сайдинг-Спрінг          | Ш. Дж. Бас                                             |
| (17392) 1981 EY40                          | 1981 EY40            | 2 березня 1981   | Обсерваторія Сайдинг-Спрінг          | Ш. Дж. Бас                                             |
| (17393) 1981 EA41                          | 1981 EA41            | 2 березня 1981   | Обсерваторія Сайдинг-Спрінг          | Ш. Дж. Бас                                             |
| (17394) 1981 ER42                          | 1981 ER42            | 2 березня 1981   | Обсерваторія Сайдинг-Спрінг          | Ш. Дж. Бас                                             |
| (17395) 1981 EA44                          | 1981 EA44            | 6 березня 1981   | Обсерваторія Сайдинг-Спрінг          | Ш. Дж. Бас                                             |
| (17396) 1981 EK45                          | 1981 EK45            | 1 березня 1981   | Обсерваторія Сайдинг-Спрінг          | Ш. Дж. Бас                                             |
| (17397) 1981 EF48                          | 1981 EF48            | 6 березня 1981   | Обсерваторія Сайдинг-Спрінг          | Ш. Дж. Бас                                             |
| (17398) 1982 UR2                           | 1982 UR2             | 20 жовтня 1982   | Обсерваторія Кітт-Пік                | Ґреґорі Алдерін                                        |
| 17399 Ендісанто (Andysanto)                | 1983 RL              | 6 вересня 1983   | Паломарська обсерваторія             | Керолін Шумейкер, Юджин Шумейкер                       |
| (17400) 1985 PL1                           | 1985 PL1             | 13 серпня 1985   | Гарвардська обсерваторія             | Обсерваторія Ок-Ридж                                   |

| ← Астероїди 10001—20000 → |             |             |             |             |             |             |             |             |             |
| 10001—10100               | 11001—11100 | 12001—12100 | 13001—13100 | 14001—14100 | 15001—15100 | 16001—16100 | 17001—17100 | 18001—18100 | 19001—19100 |
| 10101—10200               | 11101—11200 | 12101—12200 | 13101—13200 | 14101—14200 | 15101—15200 | 16101—16200 | 17101—17200 | 18101—18200 | 19101—19200 |
| 10201—10300               | 11201—11300 | 12201—12300 | 13201—13300 | 14201—14300 | 15201—15300 | 16201—16300 | 17201—17300 | 18201—18300 | 19201—19300 |
| 10301—10400               | 11301—11400 | 12301—12400 | 13301—13400 | 14301—14400 | 15301—15400 | 16301—16400 | 17301—17400 | 18301—18400 | 19301—19400 |
| 10401—10500               | 11401—11500 | 12401—12500 | 13401—13500 | 14401—14500 | 15401—15500 | 16401—16500 | 17401—17500 | 18401—18500 | 19401—19500 |
| 10501—10600               | 11501—11600 | 12501—12600 | 13501—13600 | 14501—14600 | 15501—15600 | 16501—16600 | 17501—17600 | 18501—18600 | 19501—19600 |
| 10601—10700               | 11601—11700 | 12601—12700 | 13601—13700 | 14601—14700 | 15601—15700 | 16601—16700 | 17601—17700 | 18601—18700 | 19601—19700 |
| 10701—10800               | 11701—11800 | 12701—12800 | 13701—13800 | 14701—14800 | 15701—15800 | 16701—16800 | 17701—17800 | 18701—18800 | 19701—19800 |
| 10801—10900               | 11801—11900 | 12801—12900 | 13801—13900 | 14801—14900 | 15801—15900 | 16801—16900 | 17801—17900 | 18801—18900 | 19801—19900 |
| 10901—11000               | 11901—12000 | 12901—13000 | 13901—14000 | 14901—15000 | 15901—16000 | 16901—17000 | 17901—18000 | 18901—19000 | 19901—20000 |